# Asplenium mucronatum
Asplenium mucronatum là một loài thực vật có mạch trong họ Aspleniaceae. Loài này được C. Presl miêu tả khoa học đầu tiên.